# 짱커자

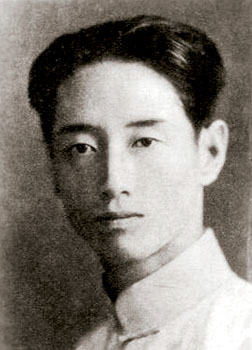

짱커자(중국어: 臧克家, 병음: Zāng Kèjiā, 한자음: 장극가, 1905년 10월 8일 ∼ 2004년 2월 5일)는 중국의 시인이다.
1905년 10월 8일 산둥성 주청현 짱자좡(山東省 諸城縣 臧家莊, 현재의 산둥성 주청시)의 몰락한 봉건  관료 지주 가정에서 태어났다. 호는 샤오취안(孝荃)이며 짱청즈(臧承志), 허자(何嘉) 등의 필명을 사용했다.
짱커자는 봉건 관료 집안에서 구사회의 낡은 제도들을 증오하며 광명과 자유를 지향했다. 열여덟 살 때까지 한 번도 고향을 떠난 적 없이 가난한 농촌 마을에서 자라며 농민들의 가난과 고통을 직접 체험하고 구사회의 불평등을 인식했다. 그리하여 부모로부터 물려받은 시에 대한 열정과 농촌 민중들에 대한 깊은 사랑과 동정이 그의 영혼 속에서 자라나며 그의 시문학의 뿌리를 이루게 되었다.
1930년 가을 국립 칭다오(靑島)대학 영문과에 입학했다가 당대의 저명한 시인인 원이둬가 있는 국문과로 전과해 그로부터 정식으로 시를 배우기 시작했으며 당대 최고의 작가들이라고 할 수 있는 라오서(老舍), 왕퉁자오(王統照) 등으로부터 중국 고전문학과 서양 현대문학을 배우게 되었다. 특히 대학 3학년 때 스승의 도움으로 첫 시집 ≪낙인(烙印)≫을 자비로 출판했다. 이 시집에 실린 시 22수에 대해 원이둬는 그의 시가 생활의 의미를 담고 있는 훌륭한 시라고 평가하며, 짱커자는 당나라 시인 맹교(孟郊)에 비교될 만한 좋은 시인이라고 칭찬했다. 소설가 마오둔(茅盾)도 이 시집은 철학이나 연애를 다룬 내용 하나 없이 소박한 시구로 일반 민중들의 생활을 잘 묘사했다고 지적하며, 그를 당대의 청년 시인 중에서 가장 뛰어난 시인이라고 평가했다. 이러한 문단의 조명을 받으면서 짱커자는 계속해서 ≪죄악의 검은 손(罪惡的黑手)≫과 ≪운하(運河)≫ 및 ≪자화상(自己的寫照)≫ 등의 시집을 출판했다.
1937년 중일전쟁이 발발하자 그는 문예 선전 공작에 종사해 중국 각지를 돌아다니며 항전 시를 창작했으나 1943년경에는 전쟁과는 어느 정도 거리를 둔 조용한 생활을 하면서 국가와 민족의 미래를 탐구하는 농촌 전원시 ＜흙의 노래(泥土的歌)＞를 창작함으로써 그의 시문학의 원숙함을 보여 주고 있다. 1945년 전쟁이 끝나고 나서는 중국의 내전 상황을 반영하고 있는 정치 서정시 계열의 ＜생명의 가을(生命的秋天)＞과 ＜민주의 바다(民主的海洋)＞ 등을 창작했다. 그 후 그는 국통구(國統區: 국민당이 통치하는 구역)의 어두운 현실을 폭로하며 국민당의 탄압을 피해 홍콩으로 망명했다가 인민의 운명과 국가의 전도를 걱정하는 신랄한 정치 풍자시 ＜생명의 0도(生命的零度)＞, ＜겨울(冬天)＞ 등을 창작했다.
1949년 중화인민공화국이 성립된 후 그는 중국작가협회 이사 등을 지내고 ≪시간(詩刊)≫이란 잡지를 창간해 주편(主編)을 맡았으나, 문화대혁명 때에는 혹독한 비판을 받고 책과 원고들을 압수당하며 전혀 문학 활동을 하지 못했다. 1976년 사인방 세력이 몰락한 후 다시 잡지를 복간하고 하방 때의 생활에 근거해 구체 시집을 창작하고 많은 산문집을 출판했다. 1980년대에서 들어와서도 시집 ≪낙조홍(落照紅)≫을 출판했다. 2004년 2월 5일, 99세의 나이로 세상을 떠났다.